# Alois Konstantin zu Löwenstein-Wertheim-Rosenberg

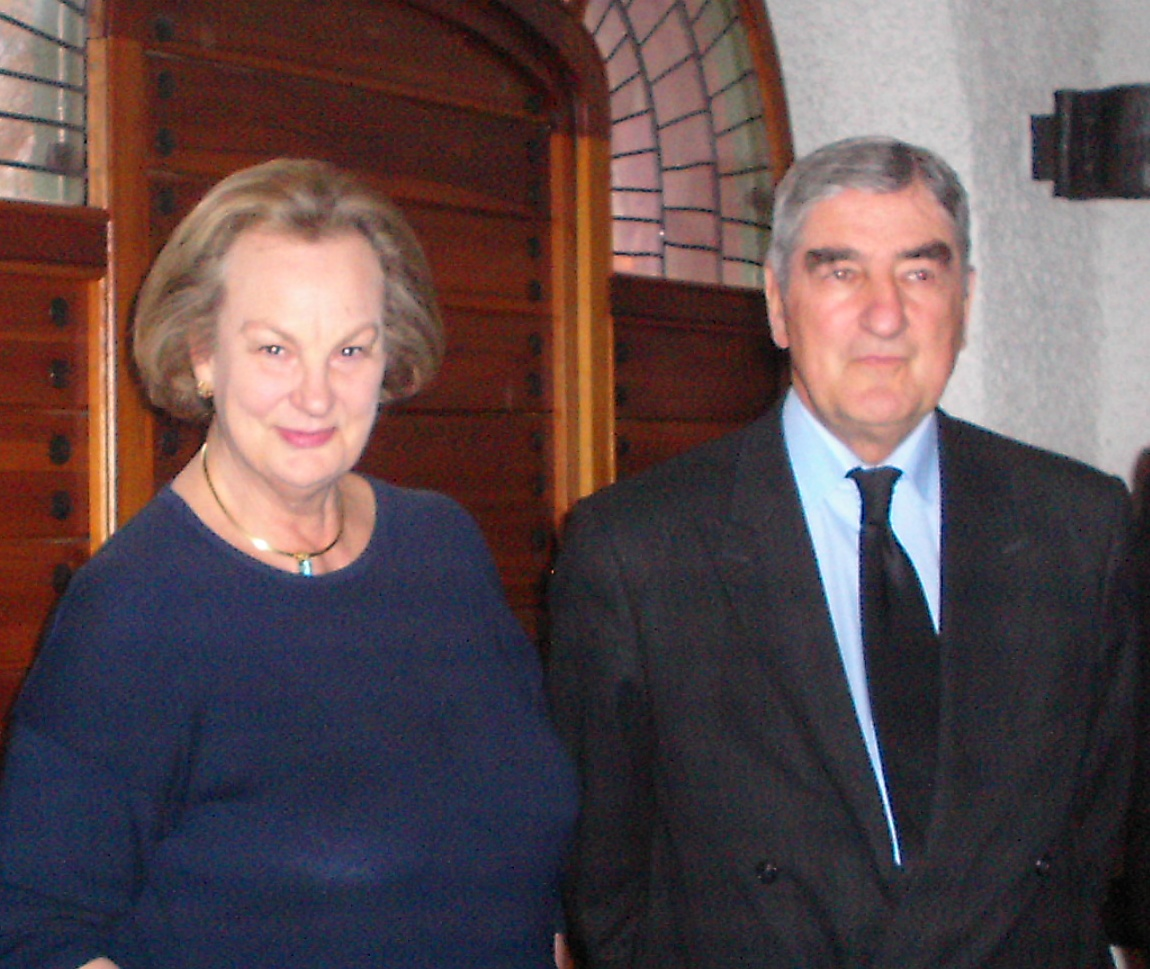
Alois Konstantin Fürst zu Löwenstein-Wertheim-Rosenberg und seine Gattin Anastasia geb. Prinzessin von Preußen.

Alois Konstantin Fürst zu Löwenstein-Wertheim-Rosenberg (* 16. Dezember 1941 in Würzburg) ist ein deutscher Jurist, Manager und Chef des Hauses Löwenstein-Wertheim-Rosenberg.

## Familie
Das Adelsgeschlecht zu Löwenstein-Wertheim geht zurück auf den Pfälzer Kurfürsten Friedrich I. (1425–1476) und dessen in der Kurpfalz nicht erbberechtigten Sohn Ludwig, der die eigenständige Wittelsbacher Seitenlinie der später gefürsteten Grafen zu Löwenstein begründete.
Alois Konstantin zu Löwenstein stammt aus der Ehe von Karl zu Löwenstein-Wertheim-Rosenberg (1904–1990) und seiner Ehefrau Carolina dei Conti Rignon (1904–1975) und ist das fünfte von sieben Geschwistern. Heute lebt er in Kleinheubach und ist seit 1965 verheiratet mit Anastasia, geb. Prinzessin von Preußen, einer Tochter des Kaiserenkels Hubertus von Preußen. Aus der Ehe gingen vier Kinder hervor. Sein Sohn Carl Friedrich Prinz zu Löwenstein starb am 24. April 2010 bei einem Unfall der VLN Langstreckenmeisterschaft Nürburgring.
Ein Neffe ist der vormalige Botschafter des Fürstentums Liechtenstein in Deutschland, Prinz Stefan von und zu Liechtenstein.

## Leben

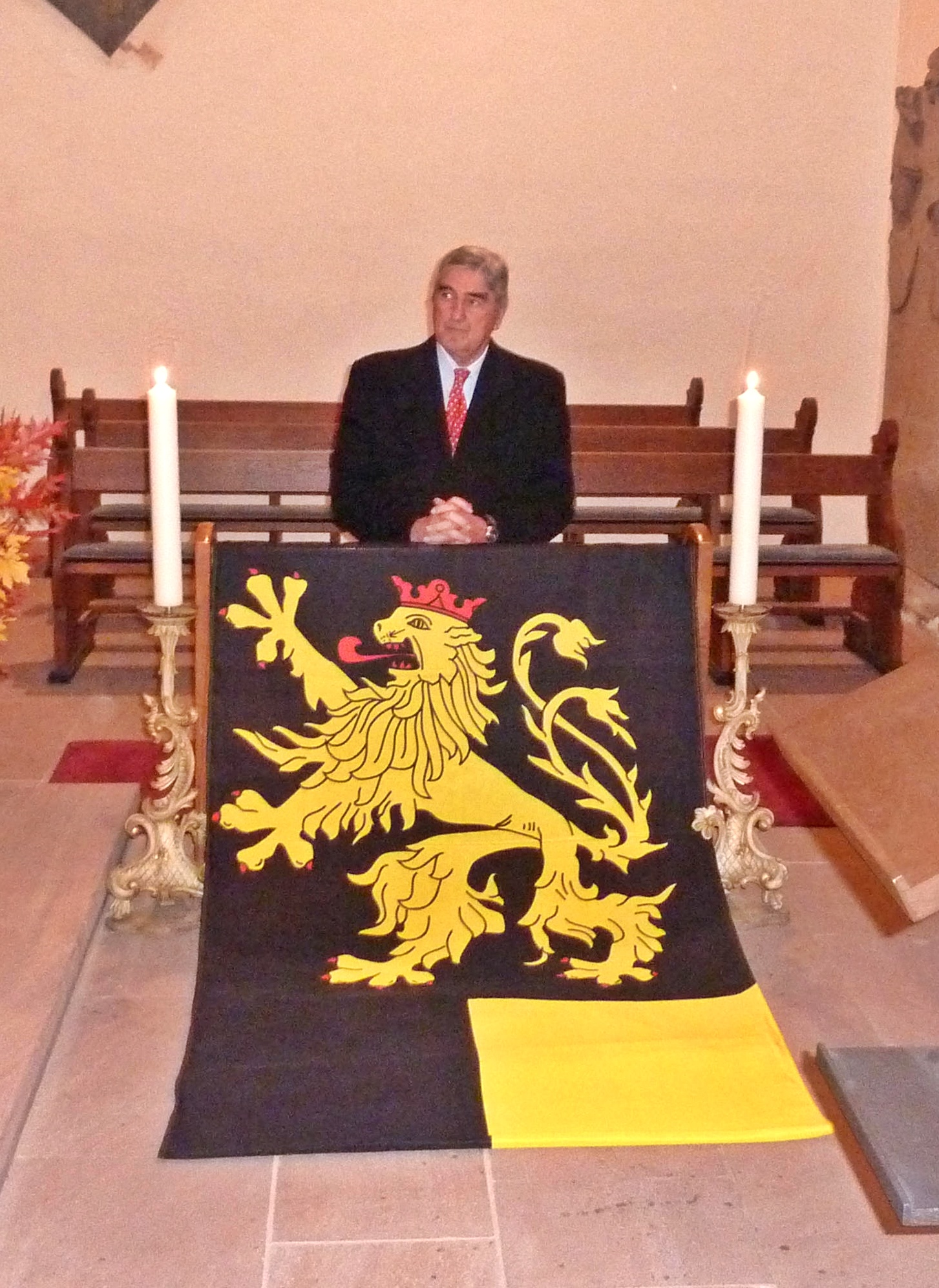
Fürst zu Löwenstein-Wertheim-Rosenberg, mit Pfalzfahne, als Ehrengast bei einem Gottesdienst für seine Vorfahren, in der Stiftskirche (Neustadt an der Weinstraße), 2011

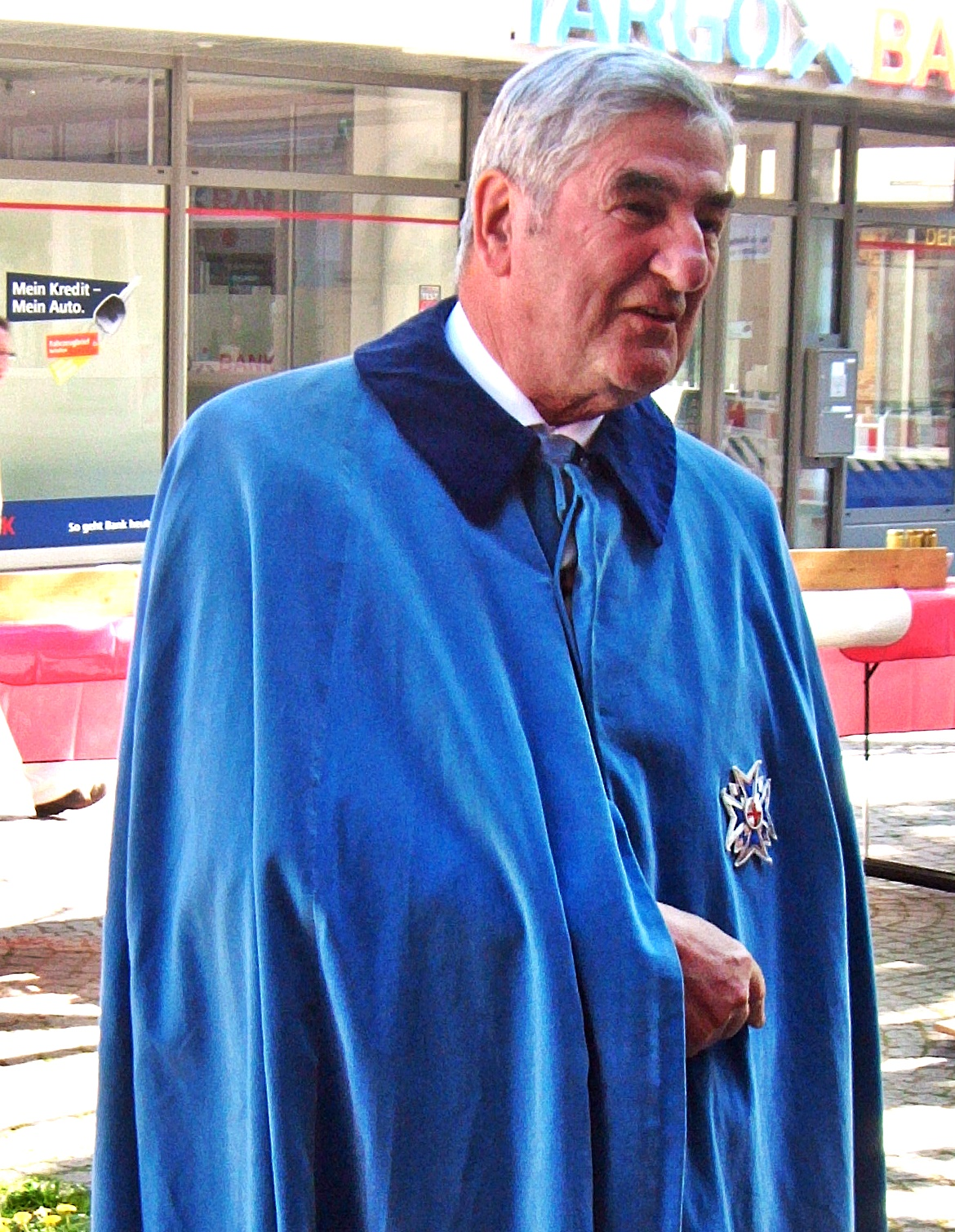
Fürst zu Löwenstein-Wertheim-Rosenberg im Ordensmantel der Bayerischen St. Georgsritter (2016)

Alois Konstantin zu Löwenstein wuchs zusammen mit seinen Schwestern in Bronnbach auf und besuchte das Gymnasium in Miltenberg. Er studierte Rechtswissenschaften an der Ludwig-Maximilians-Universität München und der Julius-Maximilians-Universität Würzburg, arbeitete anschließend in einer Bank in den USA und später unter anderem für Gulf Oil in Pittsburgh. In Frankfurt am Main und München war er in leitender Position für die Privatbank Merck Finck & Co sowie die LGT Bank des Fürstenhauses von Liechtenstein tätig. Bis 2005 war er Geschäftsführer der „Federated Asset Management GmbH“ in Frankfurt am Main.
Alois Konstantin zu Löwenstein war Eigentümer und Verwalter der Fürstlich Löwensteinischen Betriebe für Forst- sowie Landwirtschaft und Weinbau. Seit dem 15. Jahrhundert bewirtschaftet die Familie ca. 7000 Hektar Waldflächen im Spessart und im Odenwald, seit über 300 Jahren ca. 50 Hektar Weinanbauflächen im Maindreieck in Franken, in Tauberfranken in Baden und in Hallgarten im Rheingau, darüber hinaus Weingüter im ungarischen Veresek, Betsek und Király.
Zudem unterhält er das Schloss Löwenstein in Kleinheubach, die Terrassenanlagen des Weinberges Kallmuth in Homburg am Main und die Kapelle auf dem Margarethenhof bei Neustadt am Main sowie seit 2002 das Schloss Laudenbach.

## Mitgliedschaften und Ehrenämter
Löwenstein engagiert sich für verschiedene Sozialprojekte im Heiligen Land. 1971 wurde er vom Kardinal-Großmeister Eugène Kardinal Tisserant zum Ritter des Ritterordens vom Heiligen Grab zu Jerusalem ernannt und am 4. Dezember 1971 im Frankfurter Dom durch Lorenz Kardinal Jaeger, Großprior der deutschen Statthalterei, in den Orden investiert. Er ist Großkreuz-Ritter und war Leitender Komtur der Rhein-Main-Provinz des Ritterordens vom Heiligen Grab.
Er ist Leiter der Bezirksgruppe Aschaffenburg des Bundes Katholischer Unternehmer (BKU) und Kuratoriumsmitglied des Forums Deutscher Katholiken, dessen jährlichen Kongressen Freude am Glauben er seit 2001 als Präsident vorsteht. Er gehört dem Verwaltungsrat der Päpstlichen Stiftung Centesimus Annus Pro Pontifice  (CAPP) an und ist seit 1996 Ritter des Ordens vom Goldenen Vlies (Österreich).
Er ist zudem seit 1965 Alter Herr der W. K. St. V. Unitas-Hetania im Verband der Wissenschaftlichen Katholischen Studentenvereine Unitas. Er ist Mitglied des Kuratoriums Ludwig Windthorst, Mitbegründer des MIP Management Institute of Paris und Oberst der Reserve im Heer. Außerdem engagiert er sich für die Integration von Soldaten der Bundeswehr und der US-Streitkräfte.

## Auszeichnungen und Ehrungen
- Bayerischer St. Georgsritter
- 1971: Ritter vom Heiligen Grab zu Jerusalem
- 1996: Orden vom Goldenen Vlies (Nr. 1314)
- 2000: Komtur mit Stern des Gregoriusordens[10]
- 2005 Verdienstkreuz 1. Klasse des Verdienstordens der Bundesrepublik Deutschland für sein Engagement im Landkreis Miltenberg
- 2022: Silberne Nadel des Unitas-Verbands[11]